# Patrice Rio
Patrice Rio (Le Petit-Quevilly, 15 d'agost de 1948) és un exfutbolista francès. Va ser un jugador emblemàtic del FC Nantes. El seu pare Roger Rio també fou futbolista.

## Selecció de França
Va formar part de l'equip francès a la Copa del Món de 1978.

## Palmarès
- Ligue 1: 1973, 1977, 1980, 1983 a FC Nantes
- Coupe de France: 1979 a FC Nantes